# Ortopedia mentale
L'ortopedia mentale è una tecnica inventata da Alfred Binet, volta a fortificare le abilità mentali (memoria, giudizio, volontà, attenzione, percezione) di bambini "anormali" o "deboli di mente". 
Si tratta di un metodo che permette di imparare ad imparare attraverso una serie di esercizi fisici e di giochi di immobilità (come il gioco delle statue) volti ad aumentare la capacità di attenzione, allenando l'intelligenza al fine di migliorarla. Per Binet, infatti, l'intelligenza era qualcosa di educabile e non di innato come sostenevano le teorie fissiste e quelle fataliste.